# Paracles argentina
Paracles argentina är en fjärilsart som beskrevs av Berg 1877. Paracles argentina ingår i släktet Paracles och familjen björnspinnare. Inga underarter finns listade i Catalogue of Life.